# Diane Dodds
Diane Dodds (født 16. august 1958) er siden 2009 britisk medlem af Europa-Parlamentet, valgt for Democratic Unionist Party (indgår i parlamentsgruppen løsgænger).